# Nguyễn Phúc Bảo Long
Nguyễn Phúc Bảo Long (chữ Hán: 阮福保隆; 4 tháng 1 năm 1936 – 28 tháng 7 năm 2007) là vị hoàng thái tử cuối cùng của chế độ quân chủ trong lịch sử Việt Nam. Ông là đích trưởng tử của Bảo Đại và Nam Phương hoàng hậu. Ông có một em trai là Bảo Thăng, ba cô em gái là Phương Mai, Phương Liên và Phương Dung, tất cả đều sống ở Pháp.

## Tiểu sử

### Thời thơ ấu
Bảo Long được sinh ra vào đêm ngày 4 tháng 1 năm 1936 tại điện Kiến Trung trong Đại nội Huế. Ngày 7 tháng 3 năm 1939, Bảo Long được phong hoàng thái tử khi mới 3 tuổi và bắt đầu học với nhà văn Ưng Quả, vị hoàng thân uyên bác thuộc phủ Tuy Lý Vương.
Theo tư liệu của một giáo sư sử học Công giáo cho biết "Bảo Long đã được chịu phép rửa tội (âm thầm) và được đặt tên theo bổn mạng (tên Thánh) là Phillipe". Một trong ba thầy dạy (Thái phó precepteur du prince) của Bảo Long từ năm 4 tuổi cho tới khi khôn lớn, tại trường D’Adran Đà Lạt, đã khẳng định sự việc nói trên là đúng.
Bảo Đại thì không giấu diếm gì việc cho hoàng tử Bảo Long đi học trường bên đạo. Bảo Đại không đắn đo gì về việc này vì cho rằng đó là trường tốt nhất thực hành nền giáo dục phương Tây, trong lúc ở Trung Kỳ không có trường nào dạy dỗ trẻ em tốt hơn các trường học do nhà thờ tổ chức.
Theo vị cận thần của vua Bảo Đại là Nguyễn Đệ, nguyên Đổng lý văn phòng của Bảo Đại và con gái là nữ tu Nguyễn Thị Nghĩa, dòng kinh sĩ Thánh Augustino thì Hoàng hậu Nam Phương vốn là cựu học sinh trường dòng Couvent des Oiseaux, Paris nên rất mộ đạo. Mỗi tối Bảo Long phải vào phòng mẹ cùng đọc kinh cầu nguyện. Còn hàng tuần có linh mục tới làm lễ riêng cho Nam Phương Hoàng hậu dự lễ cùng Bảo Long. Vì vậy ngay từ nhỏ Bảo Long đã thuộc kinh bổn đạo Chúa rất thành thạo và siêng đọc kinh cầu nguyện với mẹ. Những lúc nói chuyện bằng tiếng Pháp là những lời bà Nam Phương dạy con về luật giữ đạo, về tín điều của Đạo công giáo.
Bảo Long ở cách cung Diên Thọ của Thái hậu Từ Cung vài trăm mét. Mỗi lần đến, Bảo Long ngồi cáng, sáu thị vệ theo hầu và phải mặc nam phục áo dài thêu, quần lụa, khăn đóng. Mỗi lần đến thăm bà nội, mỗi đứa cháu đều mang phẩm vật biếu bà, thường là lụa và đồ sơn mài. Thái hậu ngồi đợi các cháu trong căn phòng lớn vừa làm chỗ chơi bài vừa ngủ. Bà ngồi trên một chiếc ghế bành rộng. Các cháu đến không được ôm hôn mà phải chắp tay lạy bà theo kiểu Việt Nam. Sau đó là bà hôn trán mỗi cháu. Đó là kiểu hôn ở An Nam.
Cuộc trò chuyện bắt đầu giữa bà Hoàng Thái hậu và con dâu vì Hoàng hậu Nam Phương bao giờ cũng đi với các con mỗi khi đến vấn an bà. Các con đều không dự buổi trò chuyện hoặc chỉ ngồi một lát rồi chạy đi chỗ khác, vì không quen với cách nói dài dòng của người lớn trong cung cấm và không hiểu tiếng Việt. Bà Nam Phương vừa giảng giải vừa dịch sang tiếng Pháp. Bảo Long lớn lên cùng với các em trong khung cảnh gia đình không nói tiếng Việt trong một thời gian dài.
Các cuộc đi thăm Thái hậu chủ yếu là hành vi qui ước. Bọn trẻ thấy chán chỉ mong chóng đến giờ về. Trong khi chờ đợi người lớn nói chuyện, bọn trẻ tha hồ ăn hoa quả và hàng núi kẹo bánh được chuẩn bị sẵn cho chúng nhưng không được nô đùa, không được làm gì nếu không được người lớn cho phép và chỉ dẫn.
Trong sinh hoạt gia đình, trừ khi nói chuyện với Hoàng thái hậu, vợ chồng con cái đều giao tiếp với nhau bằng tiếng Pháp. Hơn thế nữa về mặt phép tắc trong nội cung, không bao giờ Vua, Hoàng hậu và các con trao đổi trò chuyện với người hầu.
Bảo Long là người trầm tính nên cũng ít nói chuyện với mọi người, chỉ khi có ai hỏi thì mới trả lời. Nếu các quan trong triều muốn nói chuyện với bà Nam Phương và Bảo Long cũng phải dùng tiếng Pháp vì bà Nam Phương rất ít dùng tiếng Việt. Ngoài ra từ nhỏ cậu bé đã ít khi tham gia các nghi lễ Phật giáo mà dự những nghi lễ theo lối Tây phương và nói chuyện với các quan Tây.

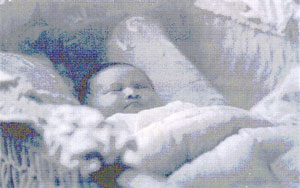
Hoàng tử Bảo Long lúc mới sinh
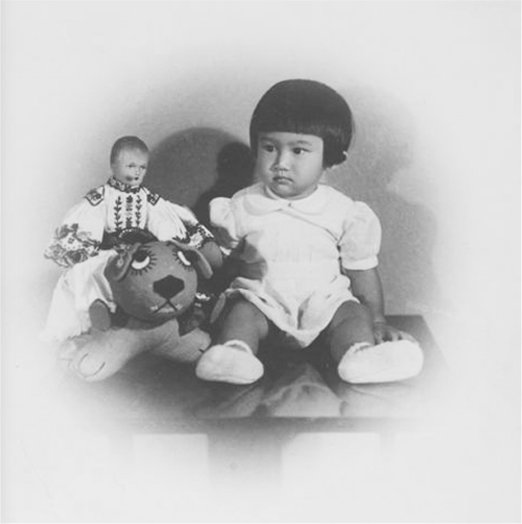
Hoàng tử khi còn nhỏ
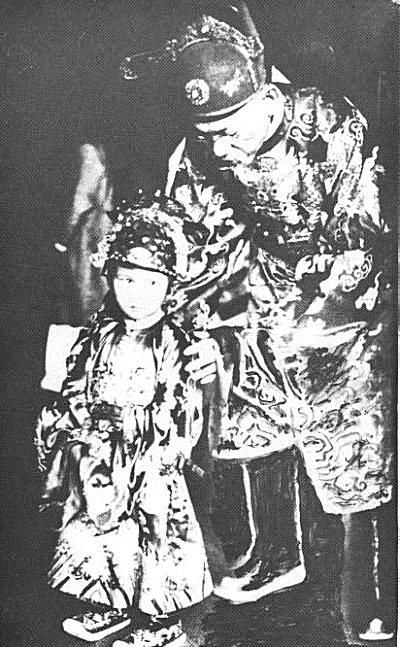
Thái tử Bảo Long ngày tấn phong Thái tử năm 3 tuổi

### Thời niên thiếu
Sau ngày vua cha Bảo Đại thoái vị đánh dấu việc kết thúc nhà Nguyễn, ông cùng các em theo hoàng hậu Nam Phương về cung An Định sống và học tại trường Đồng Khánh. Vốn sinh hoạt trong gia đình với cha mẹ chỉ nói tiếng Pháp nên sau ngày Cách mạng tháng 8 năm 1945, Bảo Long phải cố gắng lắm mới học được tiếng Việt.
Thỉnh thoảng Bảo Long bị các cô giáo ở trường tiểu học Đồng Khánh phạt quỳ úp mặt vào tường và ngoan ngoãn chấp hành. Nhiều hôm đi đón con, Hoàng hậu Nam Phương thấy con bị phạt đau lòng lắm nhưng cũng phải quay mặt đi để cho con thi hành xong giờ phạt. Ngoài giờ học, Bảo Long cùng chơi với học trò thường dân, hát Tiến quân ca, tập đánh trận. Nhiều lần Bảo Long đánh nhau với bạn học là trẻ con Tây.
Năm 1947, Chiến tranh Pháp – Việt nổ ra, Nam Phương đem Bảo Long và các anh chị em đến Thorenz tại Cannes, thuộc vùng biển Côte d’Azur, Pháp sinh sống.

## Thời niên thiếu ở Pháp
Năm 1948, sau khi sang Pháp, bà Nam Phương quyết định cho Bảo Long vào học trường École des Roches tại Málacq, thành phố Paul. Ngôi trường danh tiếng có kỷ luật rất nghiêm khắc, được nhà thờ Công giáo bảo trợ. Bà rất hiểu tính nết bướng bỉnh khó bảo của con trai, hy vọng học trường này con bà sẽ trở nên thuần thục hơn. Bảo Long cố gắng khép mình vào kỷ luật học đường, song tước vị hoàng tử kế nghiệp cũng cho cậu hưởng một số đặc quyền: "Mỗi buổi sáng cậu được tắm nước nóng trong khi các bạn cùng lớp phải tắm nước lạnh. Khẩu phần bữa tối cũng được ưu tiên được chia nhiều thức ăn hơn, nhiều sô-cô-la hơn. Bảo Long còn đem chia bớt cho các bạn."
Bảo Long nhanh chóng hòa nhập với tập thể, giỏi văn học, ngôn ngữ như tiếng Hy Lạp cổ. Ngược lại về toán và các môn khoa học tự nhiên thì kết quả bình thường, tuy nhiên, cũng nhiều lần đứng hàng đầu trong bảng tổng xếp hạng.
Thời gian đầu, các thầy cô giáo và bạn học lúng túng không biết xưng hô thế nào cho phải với tước vị cao quý của Bảo Long. Cuối cùng, ông hiệu trưởng chọn tên Philippe để đặt cho cậu, gốc từ tiếng Hy Lạp "hyppos", có nghĩa là ngựa. Bảo Long vốn mê cưỡi ngựa nên khi được hỏi ý kiến đã về thưa lại với mẹ, cuối cùng cả hai đều đồng ý. Bảo Long chỉ có ba người bạn thật sự gọi là thân thiết. Ông thích thể thao, biết chơi nhiều môn. Đây cũng là đặc thù của nhà trường, vì phần lớn các buổi chiều đều dành cho hoạt động thể thao. Bảo Long được lòng bạn bè nên từ lớp đệ nhị bậc trung học ông được chỉ định làm lớp trưởng.
Năm 17 tuổi, Bảo Long đỗ tú tài triết học, nhưng vẫn luôn luôn có cảnh binh đi kèm. Sau này Bảo Long kể lại: "Tôi phải sống ngăn cách với thế giới xung quanh, có cảnh binh bảo vệ, mặc dù ở Cannes là cả một thế giới ăn chơi, có ôtô sang trọng, có máy bay riêng, có gia nhân đầy tớ. Tóm lại tôi không biểu sao người ta lại bắt tôi sống trong ký túc xá trường Roches, kỷ luật khắt khe, thiếu thốn mọi thứ. Sau này tôi mới hiểu, chính mẹ tôi muốn tránh cho tôi khỏi bị nuông chiều quá, tránh cuộc sống phóng đãng như cha tôi, một lối sống đã gây cho bà nhiều đau khổ".
Dù bị mẹ kiểm soát, Bảo Long vẫn rất giống người cha về tính ăn chơi và thích xài xe hạng sang. Khi Bảo Đại tặng con trai một chiếc Jaguar VII nhân dịp sinh nhật, Bảo Long đã lập tức đòi đổi sang chiếc khác cùng một nhãn hiệu nhưng là kiểu thể thao đời mới có số seri XK 120, loại đầu tiên đạt vận tốc khoảng hơn 200 km/h. Trên chiếc thuyền cha ông mới mua, neo ở Monte Carlo, ở đó một thanh tra cảnh sát đã chuẩn bị sẵn chờ ông đến là trao giấy phép đặc cách, dành cho con trai Hoàng đế An Nam do nước Cộng hoà Pháp bảo trợ. Với chiếc xe siêu hiện đại này, trong hai năm 1949–1951, Bảo Long đã gây ra 12 vụ tai nạn.
Khoảng năm 1950, Bảo Long trở thành mục tiêu cho một vụ bắt cóc, nhờ sự can thiệp của chức trách địa phương ở Paul nên Bảo Long mới thoát nạn. Từ đó, chính quyền sở tại luôn cho hẳn một toán an ninh bảo vệ Bảo Long, riêng Bảo Long không dám đi xe riêng nữa mà phải đổi xe luôn để phòng ngừa.
Sau vụ âm mưu bắt cóc, cảnh sát vẫn giám sát chặt chẽ hành trạng của Bảo Long. Thường chỉ có một nhân viên được phân công luôn luôn kèm sát thái tử để bảo vệ, là thanh tra Tổng nha tình báo Chabrier. Ông ngủ luôn ở phòng liền kề, thông với phòng ngủ của Bảo Long, có thể nhanh chóng can thiệp khi có chuyện. Hằng ngày, ông theo Bảo Long đến trường, chiếm một chỗ ngồi cuối lớp nhưng không phải để nghe giảng bài mà chỉ chăm chăm theo dõi nhất cử nhất động của thái tử. Ban đầu, các bạn học ngạc nhiên thấy hôm nào cũng có một người lớn tuổi có mặt trong lớp nhưng cũng quen dần. Mỗi khi Bảo Long ra ngoài, dù trên máy bay hay xe lửa, Chabrier luôn luôn đi bên cạnh. Những hôm Bảo Long lái xe đi chơi xa, người ta thấy ông ghì chặt tay lái chiếc xe 203 bám theo xe của Bảo Long. Nhưng khi ông về nghỉ với gia đình ở Paris, Cannes hay Valberg, thì lập tức đã có cảnh sát địa phương thay thế.
Sau khi học xong phổ thông ở Collège des Roches, ông theo học khoa học chính trị ở Lycée Condorcet, Paris. Khi đang học vì đang mang quốc tịch Pháp, Bảo Long được gọi nhập ngũ vào Quân đội Pháp.
Năm 1953, Bảo Long được phong Hoàng Thái tử để chuẩn bị kế thừa chức vị khi Bảo Đại tạ thế. Cũng trong thời gian này, nữ hoàng Elizabeth II của Anh lên ngôi, ông có sang Luân Đôn dự lễ.
Năm Bảo Long 18 tuổi, đã có lần ngỏ lời với cha mẹ là muốn gia nhập trường Võ bị Đà Lạt tại Việt Nam. Nhưng Bảo Đại không cho và bắt phải nhập ngũ trường võ bị của người Pháp. Tuy vậy Bảo Đại cũng cho Bảo Long vận quân phục ngự lâm của Việt Nam và mang hàm đại tá để chụp ảnh in lên con tem phát hành tại Việt Nam vào năm 1953. Sự thật Bảo Long chưa là sĩ quan Ngự Lâm Quân bao giờ, mà chỉ mặc quân phục có một giờ để chụp ảnh..
Đến tháng 10 năm 1954, Bảo Long mới chính thức nhập ngũ trường võ bị Saint Cyr ở Coetquidan, Pháp. Bảo Long theo học tại trường võ bị của Pháp nhưng với tư cách là sinh viên của quân đội Việt Nam nên sau khóa học mãn khóa có thể tự chọn đơn vị mà không phải gửi ra mặt trận chiến đấu.
Bảo Long vì thích môn cưỡi ngựa nên khi mãn khóa đã học tiếp khóa tu nghiệp về ngành thiết kỵ của trường Saumur (École nationale d'équitation). Những ngày còn học ở quân trường, Bảo Long tỏ ra rất buồn và chán nản. Bảo Long rất ít trò chuyện với những sinh viên đồng khóa. Năm học thực hành kết thúc, xa Saumur, xa bầy ngựa, ông nghĩ đến một cái chết nhanh chóng, nếu có thể, phải là cái chết vẻ vang. Ông không vượt qua được nỗi đau mất nước và quên đi thất bại thảm hại của cha ông.
Bảo Long rất ít giống cha. Trong khi vẫn nói ông quyến luyến và khâm phục cha nhưng ông hết sức cố gắng để không giống cha. Ông tránh thói kiêu căng, hợm hĩnh và tự mãn. Tính tình Bảo Long hướng nội còn cha ông, ngược lại, ham chơi, thích hưởng lạc.

## Sự nghiệp
Sau ngày tốt nghiệp, ông gặp một biến cố lớn, Bảo Đại bị Ngô Đình Diệm phế truất, tài sản riêng của cha ông ở cả Pháp và Việt Nam bị chính quyền Ngô Đình Diệm tịch thu. Bảo Long trở thành một người sống lưu vong, giấy tờ duy nhất còn giá trị mà ông có là hộ chiếu ngoại giao cho công dân Liên hiệp Pháp.
Quân đội Pháp không công nhận ông là sĩ quan Pháp mà chỉ là một sĩ quan ngoại quốc. Phẫn uất, ông gia đăng lính Lê dương Pháp, chiến đấu ở Algérie.
Tại chiến trường, ông chỉ huy một chiến xa trinh sát EBR (Engin blindé de reconnaissance), và trong quá trình chiến đấu được quân đội trao tặng hai huy chương, được phong Trung tá Danh dự của Trung đoàn Ngự lâm Quân và Đại tá Danh dự của Vệ Binh Hoàng gia.
Việc một hoàng thái tử đi lính nước ngoài này đã gây nên những lời phê phán từ Nguyễn Phước tộc và nhiều người Việt khác. 10 năm sau, Bảo Long được giải ngũ nhưng ông vẫn tỏ ý muốn ở lại để chết trên chiến trường.
Sau đó, ông theo học ngành Luật và Khoa học Chính trị tại Paris. Ông vào làm trong một ngân hàng của gia đình bên ngoại rồi sống lặng lẽ, không dính đến việc chính trị. Tuy nhiên, ông đã từng cộng tác với Hoàng tử Bảo Vàng (con của vua Duy Tân) trong nhiều dự án về từ thiện, giáo dục và văn hóa cho người Việt Nam.

## Đời tư
Bảo Long không kết hôn, chỉ có một thời gian ông sinh sống với một cô gái Pháp, bà này đã có con riêng, tên là Isabel Ébey, tới ngày bà này mất, từ đó ông không còn quan hệ tình cảm với ai nữa.
Cũng thời gian này, Bảo Long một phần vì ăn chơi, nên ông bán dần các bảo vật của nhà Nguyễn được thừa kế từ cha mình. Thậm chí ông còn nhiều lần bán đấu giá những báu vật hoàng gia được thừa kế từ hoàng hậu Nam Phương, trong đó có thẻ bài, vương miện, kim khánh, kiếm báu, các bức ảnh hiếm, các cổ vật, trong số ấy có thể có cả thanh kiếm Khải Định niên chế, với một cái lưỡi 4 lạng 7 chỉ 5 phân vàng. Và đến cuối đời thì món gì còn lại ông cũng đem bán hết để lấy tiền. Đây là một thái độ bị chỉ trích vì lẽ ra ông nên giao trả các cổ vật này cho bảo tàng Việt Nam để bảo tồn di sản của tổ tiên.
Năm 1980, Bảo Đại xuất bản cuốn hồi ký "Con rồng An Nam", hỏi mượn Bảo Long quốc ấn để đóng vào bìa sách (món này vốn do hoàng hậu Nam Phương cất giữ, khi hoàng hậu qua đời thì thái tử được thừa kế). Bảo Long kiên quyết không đồng ý nên Bảo Đại quá tức giận, phát đơn kiện con trai để đòi lại ấn, nhưng tòa xử Bảo Long thắng kiện. Cha và con trai gần như đoạn tuyệt quan hệ, Bảo Long từ đó rất hiếm khi gọi điện thăm hỏi cha.
Lần cuối ông được ghi nhận xuất hiện nơi công cộng là vào năm 1997, tại lễ cầu siêu cho cựu hoàng Bảo Đại và mẹ là hoàng hậu Nam Phương ở Vincennes (Paris).

## Qua đời
Bảo Long qua đời tại Bệnh viện Sens năm 2007, hưởng thọ 71 tuổi. Ông từ trần sau cha ông là vua Bảo Đại gần đúng 10 năm (31 tháng 7 năm 1997).
Ông không có người thừa kế, nên người em út của ông là hoàng tử Bảo Thắng (sinh 1943) được tiếp nhận tất cả tài sản và những bảo vật của triều Nguyễn do Bảo Long giữ từ sau ngày mẹ ông là hoàng hậu Nam Phương qua đời (1963) đến nay.

## Hình ảnh công cộng
Sân vận động Huế (sân Tự Do) trước mang tên Bảo Long vì nó cũng khánh thành cùng dịp vị hoàng thái tử này ra đời.
Triều đình Huế hằng năm vào ngày sinh của Bảo Long đều tổ chức lễ Thiên Xuân mừng sinh nhật rất long trọng.
Khoảng năm 1953, hệ thống bưu chính của Quốc gia Việt Nam có cho in một bộ tem với hình ảnh người trên tem thư là Bảo Long, nó gồm có hai bộ: một bộ Bảo Long mặc áo ngũ thân và một bộ mặc quân phục Ngự Lâm Việt Nam.

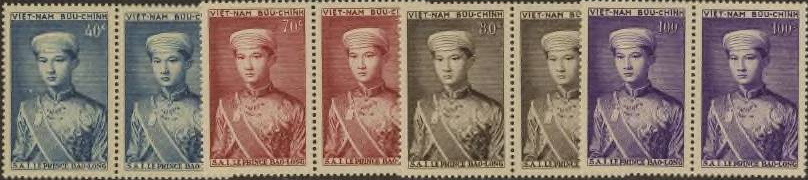
Nguyễn Phúc Bảo Long trên tem thư (bộ mặc áo ngũ thân)

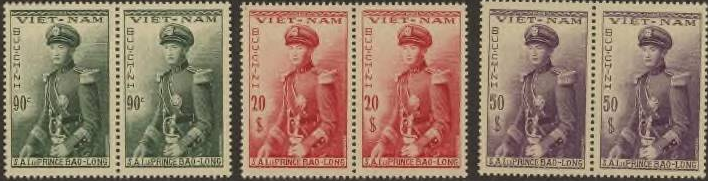
Nguyễn Phúc Bảo Long trên tem thư (bộ mặc quân phục)

## Chú giải
1. ↑  G.H.C.G.V.N – 19977 – của linh mục Bùi Đức Sinh
2. 1 2  Bảo Đại,hay là những ngày cuối cùng của vương triều An Nam-Daniel Grandcléme
3. ↑  Phan Thứ Lan 2008, tr. 75
4. 1 2 3 4 5 6 7 8 9 10 11 12  Nguyễn Đắc Xuân 2007
5. ↑  Phan Thứ Lan 2008, tr. 76
6. 1 2 3  Phan Thứ Lang 2008, tr. 77
7. 1 2  Phan Thứ Lang 2008, tr. 78
8. 1 2 3  HĐ Hoàng Tộc tổ chức cầu siêu cho Hoàng Tử Bảo Long

### Mục lục tham khảo
- Phan Thứ Lang (2008), Những câu chuyện về cuộc đời Nam Phương - hoàng hậu cuối cùng triều Nguyễn, Nhà xuất bản Văn Nghệ
- Nguyễn Đắc Xuân (2007), Bảo Long - Hoàng thái tử cuối cùng thời quân chủ VN, VTC, Bản gốc lưu trữ ngày 13 tháng 6 năm 2012, truy cập ngày 17 tháng 12 năm 2008